# Маницька протока
45°43′ пн. ш. 44°06′ сх. д. / 45.717° пн. ш. 44.100° сх. д.

Кумо-Маницька западина

Манич-Керченська протока 15-13 000 років до Р. Х.

Маницька протока або Манич-Керченська протока — історична протока, що існувала у плейстоцені між Чорним і Каспійським морями. Неодноразово пересихала і відновлювалась, за якою відбувався скид вод та міграція фаун. Існувала на терені сьогоденної Кумо-Маницької западини.

## Морфологія
Під час максимуму Хвалинської трансгресії виділяються наступні сегменти протоки зі сходу на захід:
1. передпротоковий (Чограйська затока Хвалинського моря),
2. Горло протоки (Зунд-Толгінське звуження),
3. Каспійсько-Чорноморський вододіл або «корок» (за Є. Н. Бадюковою, 2002) в гирлах р.р. Калаус і Західний Манич, на висоті +25 м абс.
4. розширення протоки біля Цаган-Хак,
5. Найширша частина протоки в районі оз. Манич-Гудило,
6. Сальське звуження, пов'язане з Сальським тектонічним підняттям,
7. розширення у Веселовського водосховища,
8. звуження у с.Манич-Балабінка,
9. Усть-Маницьке розширення,
10. Ростовське звуження,
11. Таганрозьке розширення,
12. Должанське звуження,
13. Азовське розширення,
14. Керченське звуження,
15. гирлова частина протоки на Чорноморському шельфі.

## Гідрологія
Манич-Керченська протока під час Хвалинської трансгресії Каспію досягала довжини 900—950 км, її ширина в районі оз. Манич-Гудило досягала 50-55 км, а глибина до 30 м і, можливо, більше. Швидкість течії, за складом опадів та середньому ухилу дна (+0,0001), була невеликою, близько 0,2 м/сек. Це дозволяє обчислити витрату води в найвузьшій частині протоки в Зунд-Толгінському звуженні, де ширина протоки становила близько 10 км. Якщо не було врізання русла протоки і донної ерозії, то витрати води в протоці могли становити 50 000 м³/сек, тобто в 6 разів більше, ніж наразі середні витрати р. Волга.
Протока існувала, під час бакинської (близько 450—400 тис. років тому), ранньохозарської (десь 300—200 тис. років тому) трансгресії Каспійського моря. З боку Чорного моря води заливали Маницьку протоку під час карангатської в діапазоні 120 — 80 000 років тому та сурозької трансгресій; періодично тоді води скидалися в Каспій. Останній раз протока існувала 13-10 Кілороків до Р. Х., в період ранньохвалинської, найбільшої в неоплейстоцені, трансгресії Каспію.
Після припинення з'єднання в хозарський період між Сальською і Зунд-Толгінською височинами утворилося велике Буртаське озеро, яке існувало приблизно від 80 до 30 000 років тому. Його буртаські або гудиловські шари утворюють надзвичайно потужну (до 35 метрів) товщу глин. Товща складена відкладами, які приносили в Маницьку улоговину Калаус, Великий Єгорлик та інші притоки.
Зростання Зунд-Толгінської височини, або порога, що діяв як гребля, було причиною високого рівня Каспію в наступну ранньохвалинську трансгресію. Коли рівень зростаючого ранньохвалинського басейну Каспію досяг позначок поверхні заповненого вже відкладеннями Буртаського озера, 40-45 метрів над рівнем моря, почалося перетікання каспійських вод. Стікання супроводжувався грандіозною ерозією, спочатку глибинною, а потім і бічною. Відбувався розмив масиву буртаських або гудиловських глин. У верхів'ях Західного Манич і особливо в Манич-Гудиловському розширенні долина річки-протоки розпалася на кілька, чотири-п'ять, проток, розмив глибокі, до 35 метрів, улоговини, розділені пасмами-увалами, витягнутими в напрямку стоку. Це був досить тривалий, аж ніяк не катастрофічний процес. Наразі ці увалисті пасма, довжиною 5-10 км, шириною в підмурівку 0,5-2 км, розділені улоговинами і солоними озерами, є безпосередньо видимими свідоцтвами дії вод колишнього з'єднання морів.